# Camptocladius fuscifolum
Camptocladius fuscifolum är en tvåvingeart som först beskrevs av Jean-Jacques Kieffer 1921.  Camptocladius fuscifolum ingår i släktet Camptocladius och familjen fjädermyggor.
Artens utbredningsområde är Lettland. Inga underarter finns listade i Catalogue of Life.